# Улица Бимбаева
У́лица Бимба́ева — улица в Элисте, важная транспортная артерия города.

## Название
Первоначально называлась улица Виноградова. Достоверно неизвестно, в честь какого именно Виноградова улица была названа. В 1995 году переименована в честь Мацака Бимбаева (1900—1993), участника Гражданской, сражений на Халхин-Голе и Великой Отечественной войн, кавалера ордена Красной Звезды.

## Расположение
Улица Бимбаева протяжённостью более 1,1 километра берёт своё начало от Y-образного перекрестка с улицами Пушкина и Дармаева и тянется c северо-запада на юго-восток, заканчивается Y-образным перекрёстком с улицами Кирова и Сухэ-Батора. Улица пересевает улицы улицы Канукова и Косиева, к улице примыкают улицы Гагарина (слева), Фрунзе (справа), Байдукова (справа), Бадмаева (справа), переулок Виноградова (слева).
Нумерация зданий осуществляется в направлении с северо-запада на юго-восток: по правой стороне улицы — чётные здания, по левой — нечётные. Улица пересекает преимущественно кварталы малоэтажной застройки